# Adiudykacja
Adiudykacja (łac. adiudicatio) – w prawie cywilnym przyznanie prawa własności; natomiast podczas licytacji przyznanie prawa własności rzeczy osobie przebijającej ofertę, czyli dającej najwyższą cenę za daną rzecz.